# Porté-Puymorens
Porté-Puymorens – miejscowość i gmina we Francji, w regionie Oksytania, w departamencie Pireneje Wschodnie.
Według danych na rok 1990 gminę zamieszkiwało 121 osób, a gęstość zaludnienia wynosiła 2 osoby/km² (wśród 1545 gmin Langwedocji-Roussillon Porté-Puymorens plasuje się na 781. miejscu pod względem liczby ludności, natomiast pod względem powierzchni na miejscu 34.).

## Populacja

Populacja Porté-Puymorens w latach 1962–2008